# ژان بوسیور
ژان بوسیور (اسپانیایی: Jean Beausejour‎؛ زاده ۱ ژوئن ۱۹۸۴) یک بازیکن فوتبال اهل شیلی است.

## تیم ملی
وی همچنین در تیم ملی فوتبال شیلی بازی کرده‌است.